# L'Officiel Hommes
L'Officiel Hommes es una revista francesa de moda para hombres, adaptada de L'Officiel, también de Ediciones Jalou. Se publica en París desde 2005 y se dirige a los hombres interesados en la moda y se aleja de las críticas de moda.

## Historia
L'Officiel Hommes se introdujo en 2005 bajo las publicaciones de Les Ediciones Jalou tras el gran éxito de L'Officiel publicada por primera vez en 1921. Les Ediciones Jalou tiene muchas versiones internacionales de L'Officiel y L'Officiel Hommes. L'Officiel Hommes se publica en varios países, entre ellos China, Alemania, Italia, Corea, Líbano, Marruecos, Polonia, Tailandia, Países Bajos, Ucrania y España.
En enero de 2005, Ediciones Jalou lanzó L'Officiel Hommes, la primera revista creada por un estilista y no por un periodista. Marie-José Susskind-Jalou encargó a uno de los fundadores de la boutique Colette en París, Milán Vukmirovic, una revista bianual dedicada 100% a la moda que trata las tendencias de temporada y presenta un muestrario de lujo para la moda masculina. Milán Vukmirovic, que ayudó a lanzar en 1997 la madre de todas las tiendas conceptuales, Colette, y tomó las riendas de Jil Sander cuando dejó su marca a principios de los años 2000, también la directora creativa de Trussardi, ha añadido otra dimensión a la moda.
El 12 de mayo de 2011 en París, L'Officiel Hommes, la revista trimestral francesa de moda masculina, nombró como su nuevo director creativo a André Saraiva, el artista de grafiti y empresario de clubes nocturnos. André Saraiva sucede a Milan Vukmirovic, diseñador y fotógrafo, que ha liderado el proyecto durante los últimos cinco años. Supermodelos famosos como Andrés Velencoso, Baptiste Giabiconi y Jesús Luz han aparecido en las portadas de la revista.